# ジャパンタイムズ社説集
『ジャパンタイムズ社説集』（じゃぱんたいむずしゃせつしゅう）は、英字新聞ジャパンタイムズの社説を抄録した逐次刊行物。しばしば入学試験の英語長文読解問題に引用されるため、受験対策として推薦されることが多い。

## 歴史
- 1971年1月、『ジャパンタイムズ社説集』は、1971年版と題して、1970年の社説を集めて刊行されたものが創刊号となる。シリーズ化の契機について、『'72年版/英和対照 ジャパンタイムズ社説集』「はしがき」によれば、「（略）過去1年間のジャパン・タイムズの代表的社説を収録した社説集を刊行したところ、予想外の好評をえたので、ここにその続編として72年版社説集を発行することにした。」とあり、当初はシリーズ化を前提にしたものではなかったことが推察される。
- 創刊から1990年版までは年刊であったが、この期間は、書名と収載した記事のジャパンタイムズ紙掲載年がかならずしも一致しない。12月に、翌年版を冠した版が発行されることもあった。また、1989年までは、実用英語のための学習書のシリーズ名である「LIVING ENGLISH SERIES」の一部として位置づけられていたが、1990年以降、この表記は冠していない。なお、LIVING ENGLISH SERIESは、カバー袖においては、「ジャパン　タイムズ実用英語選集」（空白は原文ママ）とも言い換えがなされている。
- 1990年に年2回刊に切り替わると同時に、記事掲載年・発行年が一致するようになる。
- 1993年版から1995年版までは2月に前年版を冠したものが年刊で発行された。
- 1996年版から年2回刊に戻る。その際、別売の社説朗読CDが発売された。ただし、1996年上半期版のみ、カセットテープであったが、同下半期からCDに切り替わる。さらに、2000年からは、書籍の社説集の付録として、CDが添付されることとなった。

## 関連書籍
- ジャパンタイムズ紙の創刊（1897年）から2007年までの社説をまとめた、『The Japan Times 社説1897-2007』 ISBN 978-4-7890-1293-5 も刊行されている。これは、同紙の創刊110周年を記念して編纂されたもので、第一次世界大戦開戦、関東大震災、原爆投下、1964年東京オリンピック、沖縄返還など、日本近現代史上の重大事件に際してジャパンタイムズ紙上に掲載された社説を27本掲載した書籍である。
- 『ジャパンタイムズで読む重大ニュース』は、1989年から1990年まで年刊、1991年・1992年は年2回刊、1993年から1995年まで年刊、1996年から1999年までは年2回刊となり、2000年以降は刊行されていない。
- 『ジャパンタイムズニュースダイジェスト』は、2006年以降刊行されている。